# Pablo César Aguilar
Pablo César Aguilar Benítez (Luque, Paraguay, 2 de abril de 1987) es un futbolista paraguayo que juega como defensa central y su equipo es el Sportivo Luqueño de la Primera División de Paraguay.

## Trayectoria

### Sportivo Luqueño
Aguilar, comenzó su carrera futbolística en el Sportivo Luqueño, donde en 2004 debuta en la Primera División del fútbol paraguayo, con este club lograría el Torneo Apertura 2007. 

### Colón de Santa Fe
Luego del campeonato obtenido con Sportivo Luqueño, a pedido del entrenador Antonio Mohamed se concretó su fichaje para Colón de Santa Fe de la Primera División de Argentina. 

### San Luis
En el año 2009, ficha por el San Luis de la Primera División de México.

### Arsenal de Sarandí
Después de su estadía en el equipo potosino, es prestado al Arsenal de Sarandí de la Primera División de Argentina. 

### Sportivo Luqueño (2.ª etapa)
Luego de su 2.º paso por Argentina, Aguilar vuelve a jugar nuevamente en Paraguay, para vestir nuevamente la camiseta del Sportivo Luqueño. 

### Xolos de Tijuana
A mediados del 2012, su exentrenador en Colón, Antonio Mohamed, lo convence para fichar por el Club Tijuana de la Primera División de México; en los Xolos sería una gran figura y pieza clave para el Torneo Apertura 2012 (México), en donde el club del norte, se consagraría campeón por primera vez de la Primera División de México, ya que marcó 6 goles en el Torneo.

### América
A fines de diciembre de 2013, Aguilar fue transferido al Club América. El 14 de diciembre de 2014 logró alzar el título del Torneo Apertura 2014 (México) haciendo el segundo de los tres goles con los que el América se llevó el título ante los Tigres UANL, que terminó con marcador de 3-0 y un global de 3-1. El 29 de abril de 2015 fue campeón con América al derrotar en la final de la Concacaf Liga Campeones 2014-15 al Montreal Impact en el Estadio Olímpico de Montreal por marcador de 4-2 y con un global de 5-3.
Pablo fue suspendido 1 año de las canchas, después de encarar y darle un cabezazo a un árbitro en marzo de 2017, la comisión disciplinaria lo había suspendido 10 partidos, lo que propició un paro de árbitros en la jornada 10 de la Liga MX argumentando que la sanción debería ser de un año. Después de esto la comisión disciplinaria rectificó su decisión y decidió sancionar al jugador Pablo Aguilar con un año de suspensión, lo que le impedirá participar en cualquier competencia de fútbol.

### Cruz Azul
El 21 de mayo de 2018 se confirma su transferencia al Cruz Azul Fútbol Club en donde se convirtió en un referente del equipo cementero el cual comenzaba un sólido proyecto en busca del título, alcanzarían el primer lugar de la tabla general al finalizar el  Torneo Apertura 2018 (México) en el cual llegaron a la final, misma que perdieron frente al Club América, exequipo del paraguayo.
El 30 de mayo de 2021, Pablo Aguilar, siendo uno de los mejores jugadores del torneo Guardianes 2021, se corona como campeón con La Máquina Celeste de Cruz Azul, rompiendo con una racha de 23 años sin el título.

### Regreso a Sportivo Luqueño
El 16 de diciembre de 2022, se aunció su regreso al Sportivo Luqueño de cara a la temporada 2023.

## Selección nacional

### Absoluta
Ha sido internacional con la selección de fútbol de Paraguay. Fue citado por el entrenador uruguayo Gerardo Pelusso para encarar las Eliminatorias Sudamericanas 2014 con la camiseta de su país. Aguilar marcó su primer gol en su debut en un partido en el que Paraguay venció a Perú 1-0 en Asunción. Su gol fue de cabeza y determinó el triunfo de los guaraníes. Su última convocatoria para la selección data para los amistosos internacionales del 3 y 7 de septiembre de 2014.
Para el año 2015, el entrenador de la selección paraguaya, Ramón Ángel Díaz, lo citó para encarar el desafío de la Copa América de ese año que tuvo lugar en Chile.

## Estadísticas

### Clubes
| Club                | País                | Año         | Partidos | Goles | Media |
| ------------------- | ------------------- | ----------- | -------- | ----- | ----- |
| Sportivo Luqueño    | Paraguay            | 2004-07     | 92       | 7     | 0.08  |
| Colón               | Argentina           | 2007-09     | 17       | 3     | 0.18  |
| San Luis            | México              | 2009        | 33       | 2     | 0.06  |
| Arsenal de Sarandi  | Argentina           | 2009-10     | 32       | 2     | 0.06  |
| Sportivo Luqueño    | Paraguay            | 2011        | 18       | 0     | 0     |
| Tijuana             | México              | 2012-13     | 58       | 9     | 0.16  |
| América             | México              | 2014-17     | 168      | 19    | 0.12  |
| Tijuana             | México              | 2018        | 24       | 0     | 0     |
| Cruz Azul           | México              | 2018-22     | 130      | 11    | 0.1   |
| Libertad            | Paraguay            | 2022        | 6        | 0     | 0     |
| Sportivo Luqueño    | Paraguay            | 2023        | 35       | 2     | 0.06  |
| Total en su carrera | Total en su carrera | 2004 - Act. | 613      | 55    | 0.09  |

| Tijuana | 4 | 0 | San José | Tijuana          | Estadio Caliente         | 26 de febrero de 2013 | Copa Libertadores | 1 gol |
| América | 3 | 0 | Saprissa | San José         | Estadio Ricardo Saprissa | 25 de febrero de 2015 | Liga de Campeones | 1 gol |
| América | 4 | 0 | Motagua  | Ciudad de México | Estadio Azteca           | 5 de agosto de 2015   | Liga de Campeones | 1 gol |

### Selección de Paraguay
| Paraguay | 1 | 0 | Perú        | Asunción | Estadio Defensores del Chaco | 16 de octubre de 2012   | Eliminatorias Sudamericanas 2014 | 1 gol   |
| Paraguay | 3 | 1 | Guatemala   | Luque    | Estadio Feliciano Cáceres    | 14 de noviembre de 2012 | Amistoso                         | 2 goles |
| Paraguay | 3 | 0 | El Salvador | Asunción | Estadio Dr. Nicolás Leoz     | 6 de febrero de 2013    | Amistoso                         | 1 gol   |

## Palmarés

### Títulos nacionales
| Título               | Club             | País     | Año     |
| -------------------- | ---------------- | -------- | ------- |
| Primera División     | Sportivo Luqueño | Paraguay | 2007-A  |
| Primera División     | Tijuana          | México   | 2012-A  |
| Primera División     | América          | México   | 2014-A  |
| Copa México          | Cruz Azul        | México   | 2018-A  |
| Supercopa de México  | Cruz Azul        | México   | 2018-19 |
| Primera División     | Cruz Azul        | México   | 2021-C  |
| Campeón de Campeones | Cruz Azul        | México   | 2020-21 |

### Títulos internacionales
| Título            | Club    | Sede     | Año     |
| ----------------- | ------- | -------- | ------- |
| Liga de Campeones | América | Concacaf | 2014-15 |
| Liga de Campeones | América | Concacaf | 2015-16 |

### Distinciones individuales
| Distinción                                                           | Año  |
| -------------------------------------------------------------------- | ---- |
| Mejor Jugador Paraguayo del Año                                      | 2012 |
| Futbolista Paraguayo del Año                                         | 2012 |
| Once Ideal del Torneo Apertura 2016 de la Primera División de México | 2016 |